# Коефіцієнт надійності (хокей із шайбою)
Коефіцієнт надійності — одна з ключових характеристик рейтингу хокейного воротаря. У статистиці позначається зазвичай як КН, ПШСР, GAA (Goals against average). 

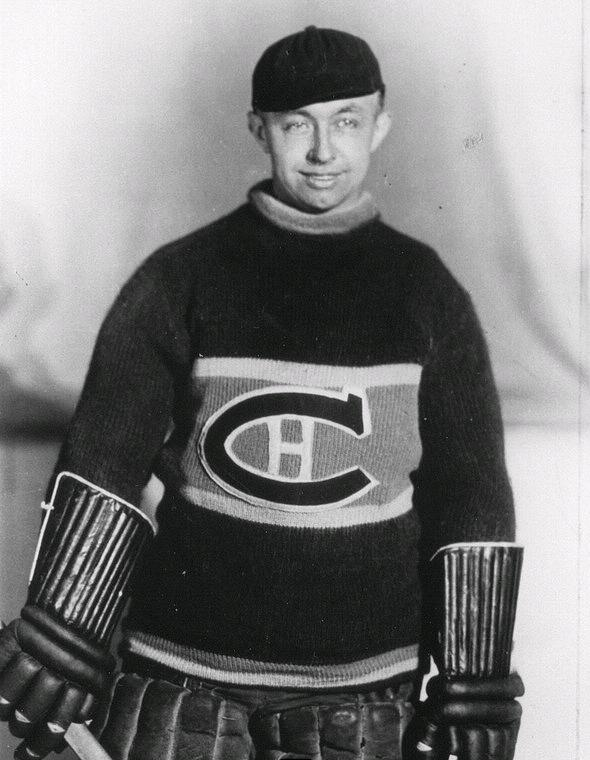
Джордж Гейнсворт

Коефіцієнт надійності розраховується за формулою: пропущені шайби в середньому за гру = 60 хв × пропущені шайби / загальний час на майданчику. При розрахунку КН шайби, забиті в овертаймі, і час, проведений на льоду в овертаймі, враховуються, у той час як голи у порожні ворота та забиті буліти не враховуються. Коефіцієнт надійності звичайно розраховується з точністю до сотих. 
Відмінним показником для воротарів вважається КН, рівним двом. Алек Коннел, Клінт Бенедикт та Джордж Гейнсворт очолюють список воротарів НХЛ, які мають найнижчий показник КН. Крім того, Алек Коннел та Джордж Гейнсворт є єдиними двома воротарями НХЛ, у яких КН за кар'єру склав значення менше аніж 2.00.